# Paramimus scurra
Paramimus scurra är en fjärilsart som beskrevs av Jacob Hübner 1809. Paramimus scurra ingår i släktet Paramimus och familjen tjockhuvuden. Inga underarter finns listade i Catalogue of Life.